# Distributionsgrad
Als Distributionsgrad (oder Distributionsquote, Distributionsrate; englisch distribution rate) wird eine betriebswirtschaftliche Kennzahl bezeichnet, welche die Verfügbarkeit eines Produkts oder einer Dienstleistung auf einem Gütermarkt zu einem bestimmten Zeitpunkt oder während eines bestimmten Zeitraums wiedergibt.

## Allgemeines
Der Distributionsgrad ist eine Kennzahl des Vertriebs im Handel und bezieht sich auf die letzte Handels- oder Verarbeitungsstufe eines Absatzkanals. Beim Distributionsgrad wird die Anzahl aller Verkaufsstellen, die ein bestimmtes Produkt oder eine bestimmte Dienstleistung führen oder anbieten, der Anzahl aller Läden eines Wirtschaftszweiges, die das Produkt führen oder anbieten könnten, gegenübergestellt. Ein Distributionsgrad von 70 % im Lebensmitteleinzelhandel bedeutet, dass 70 % aller Lebensmittelhändler die entsprechende Marke im Sortiment führen. Die Kennzahl sagt aus, in welchem Umfang  ein Produkt oder eine Dienstleistung für den Verbraucher erhältlich ist.

## Arten
Unterschieden wird zwischen dem numerischen und gewichteten Distributionsgrad.
- Bei dem numerischen Distributionsgrad (englisch numeric distribution rate) {\displaystyle NDG} werden die Geschäfte, die ein bestimmtes Produkt führen {\displaystyle Gp}, ins Verhältnis gesetzt zu der Anzahl von Geschäften, die das Produkt verkaufen könnten {\displaystyle G}:[5]

{\displaystyle DG={\frac {\text{Gp}}{\text{G}}}\cdot 100}.
Wenn ein Hersteller sowohl Einzel- als auch Großhändler beliefert, ist zwischen direktem und indirektem Distributionsgrad zu unterscheiden. Der direkte (indirekte) numerische Distributionsgrad besagt, wie viel Prozent der potenziellen Absatzmittler vom Hersteller unmittelbar (mittelbar) beliefert werden.
Beispiel: Eine bestimmte Tiefkühlkost wird bei 40 Verkaufsstellen verkauft. Weitere 20 Geschäfte vertreiben Konkurrenzprodukte. Der numerische Distributionsgrad beträgt 66 %.
- Bei dem gewichteten Distributionsgrad (englisch weighted distribution rate) {\displaystyle GDG} erfolgt eine Gewichtung anhand des warengruppenspezifischen Umsatzes {\displaystyle U}.[7][8]

{\displaystyle GDG={\frac {\text{Gp U}}{\text{G U}}}\cdot 100}.
Beispiel: Die bei 40 Verkaufsstellen verkaufte Tiefkühlkost erzielt dort einen Umsatzerlös von 120.000 Euro. Weitere 20 Geschäfte vertreiben Konkurrenzprodukte mit einem Umsatz von 30.000 Euro. Der gewichtete Distributionsgrad beträgt 80 %.
- Der numerisch gewichtete Distributionsgrad ist die Zusammenfassung des numerischen und des gewichteten Distributionsgrad zu einer Kennzahl. Der zusammengesetzte numerisch gewichtete Distributionsgrad ist ein fester Bestandteil in der Beurteilung von Absatzmittlern/Vertriebswegen.

Beispiel: Der Wert aus obigen Beispiel ist {\displaystyle 66/80} und drückt aus, dass ein Artikel in 66 % aller Geschäfte am Markt vertrieben wird und diese Geschäfte 80 % des Gesamtumsatzes am Markt tätigen.
Betrachtet man beide Arten zusammenhängend, so kann der numerische Distributionsgrad noch verbessert werden. Da diese Tiefkühlkost jedoch 80 % des Gesamtumsatzes erreicht, ist insgesamt von einem zufriedenstellenden gewichteten Distributionsgrad auszugehen. Dabei wird unterstellt, dass es gelingt, die Konkurrenzprodukte vollständig vom Markt zu verdrängen.

## Distributionsfaktor
Der Distributionsfaktor wird berechnet, indem der gewichtete Wert durch den numerischen Wert dividiert wird:
{\displaystyle {\frac {80}{66}}=1{,}21}.
Der Distributionsfaktor lässt sich wie folgt interpretieren:
- Resultate über 1,0: Das Produkt ist in umsatzstarken Verkaufsstellen platziert; je höher der Faktor, desto umsatzstärker sind die Verkaufsstellen.
- Resultate bei 1,0: gewichtete und ungewichtete Distribution im gleichen Verhältnis. Das Produkt ist in umsatzstarken und umsatzschwachen Verkaufsstellen verteilt. Der theoretisch bestmögliche Distributionsfaktor ist bei 1,0. Das wäre der Fall, wenn ein Produkt in jeder Verkaufsstelle erhältlich wäre wie z. B. Briefmarken an Kiosken, Brot im Lebensmittelladen etc. Das zeigt auch auf, dass der Distributionsfaktor keine verlässliche Aussage über Marktanteile geben kann. Er darf daher nie zu Planungszwecken verwendet werden.
- Resultate unter 1,0: Das Produkt ist in umsatzschwächeren Verkaufsstellen platziert.

## Wirtschaftliche Aspekte
Der Distributionsgrad spielt in der Vertriebspolitik eine wesentliche Rolle. Ein hoher Distributionsgrad bedeutet, dass die Vertriebsmöglichkeiten im Handel weitgehend ausgeschöpft sind. Ein hoher Distributionsgrad ist ein zentrales distributionspolitisches Ziel, aber den Unternehmenszielen und Marketingzielen untergeordnet. Ein niedriger Distributionsgrad signalisiert, das noch Marktpotenziale vorhanden sind und weitere Vertriebswege erschlossen werden können. Er beschreibt die Intensität der Marktpräsenz auf der letzten Stufe des Vertriebswegs. Dabei können Distributionskanäle und Vertriebsketten bei der Vergrößerung des Distributionsgrades helfen. Auf Wachstums- und Zukunftsmärkten muss sich der Distributionsgrad am Marktwachstum orientieren.
Während die Marktattraktivität durch Marktvolumen, Marktwachstum, Preisentwicklung und Anzahl der Wettbewerber bestimmt wird, sind Marktanteile, Distributionsgrad und Markentreue für die relative Wettbewerbsstärke verantwortlich.